# USS Metacomet (1863)
USS Metacomet – amerykański parowiec bocznokołowy o drewnianym kadłubie, który służył w United States Navy w połowie XIX wieku. Okręt nosił nazwę pochodzącą od wodza Indian Wampanoag. 
Jednostka została zwodowana 7 marca 1863 w firmie Thomas Stack w Brooklynie, (New York) i weszła do służby w Nowym Jorku 4 stycznia 1864, pierwszym dowódcą został Commander James E. Jouett.
„Metacomet” dołączył do Zachodniej Eskadry Blokadowej Zatoki (ang. West Gulf Blockading Squadron) i brał udział w blokowaniu Mobile Bay i przechwyceniu brytyjskiego łamacza blokady „Donegal” 6 czerwca. 30 czerwca „Glasgow” zmusił innego łamacza blokady – parowiec „Ivanhoe” do wyrzucenia na mieliznę w pobliżu Fort Morgan, którego działa chroniły jednostkę przed zniszczeniem ze strony Unii. Podjęto wysiłki zniszczenia go ogniem prowadzonym z dużej odległości przez „Metacomet” i „Monongahela”, ale nie zakończyły się one sukcesem. Admirał David Farragut nakazał wysłanie ekspedycji łodziami. Pod osłoną ciemności łodzie z „Metacomet” i „Kennebec” podpłynęły blisko brzegu i unioniści spalili parowiec.
„Metacomet” i 17 innych jednostek weszło do Mobile Bay w podwójnej kolumnie 5 sierpnia. W ciągu bitwy bocznokołowiec wraz z innymi okrętami Unii przechwyciły konfederacki taranowiec „Tennessee”, główne zagrożenie dla okrętów blokujących Mobile. Okręty Farraguta prowadziły ogień artyleryjski z Fortem Morgan i konfederackimi kanonierkami. Zajęły CSS „Selma”. „Metacomet” ratował następnie rozbitków z monitora Unii „Tecumseh”, który został zatopiony przez Konfederatów.
Gdy Mobile Bay przeszło w ręce Unii „Metacomet” popłynął na wybrzeże Teksasu i przechwycił łamacza blokady „Susanna” w pobliżu Campechy Banks 28 listopada. Przechwycił także szkuner „Sea Witch” i slup „Lilly” w pobliżu Galveston odpowiednio 31 grudnia i 6 stycznia 1865.
Miny (zwane wtedy torpedami) pozostały dużym niebezpieczeństwem dla żeglugi na wodach w pobliżu Mobile, więc „Metacomet” wrócił tam i starał się przetrałować zatokę i kanał Blakely w okresie 9 marca – 12 kwietnia 1865. Na północ okręt wrócił po zakończeniu konfliktu.
„Metacomet” został wycofany ze służby w Filadelfii 18 sierpnia i sprzedany firmie John Roach & Sons 28 października 1865.